# Rajgród
Rajgród é um município no nordeste da Polônia. Pertence à voivodia da Podláquia, no condado de Grajewo, situada no Lago Rajgrodzkie. É a sede da comuna urbano-rural de Rajgród.
Inicialmente, Rajgród fazia parte de Jaćwież, depois pertenceu à Terra Wiśowa, que faz parte da Mazóvia, e depois incorporada à Podláquia como parte da Terra de Bielsk. Foi uma cidade real na Terra de Bielsk da voivodia de Podláquia em 1795. Nos anos 1975–1998 a cidade pertenceu administrativamente à voivodia de Łomża. Há um Corpo de Bombeiros Voluntários em Rajgród.
A estrada nacional n.º 61 atravessa a cidade.
Estende-se por uma área de 35,3 km², com 1 401 habitantes, segundo o censo de 31 de dezembro de 2024, com uma densidade populacional de 40 hab./km².

## História

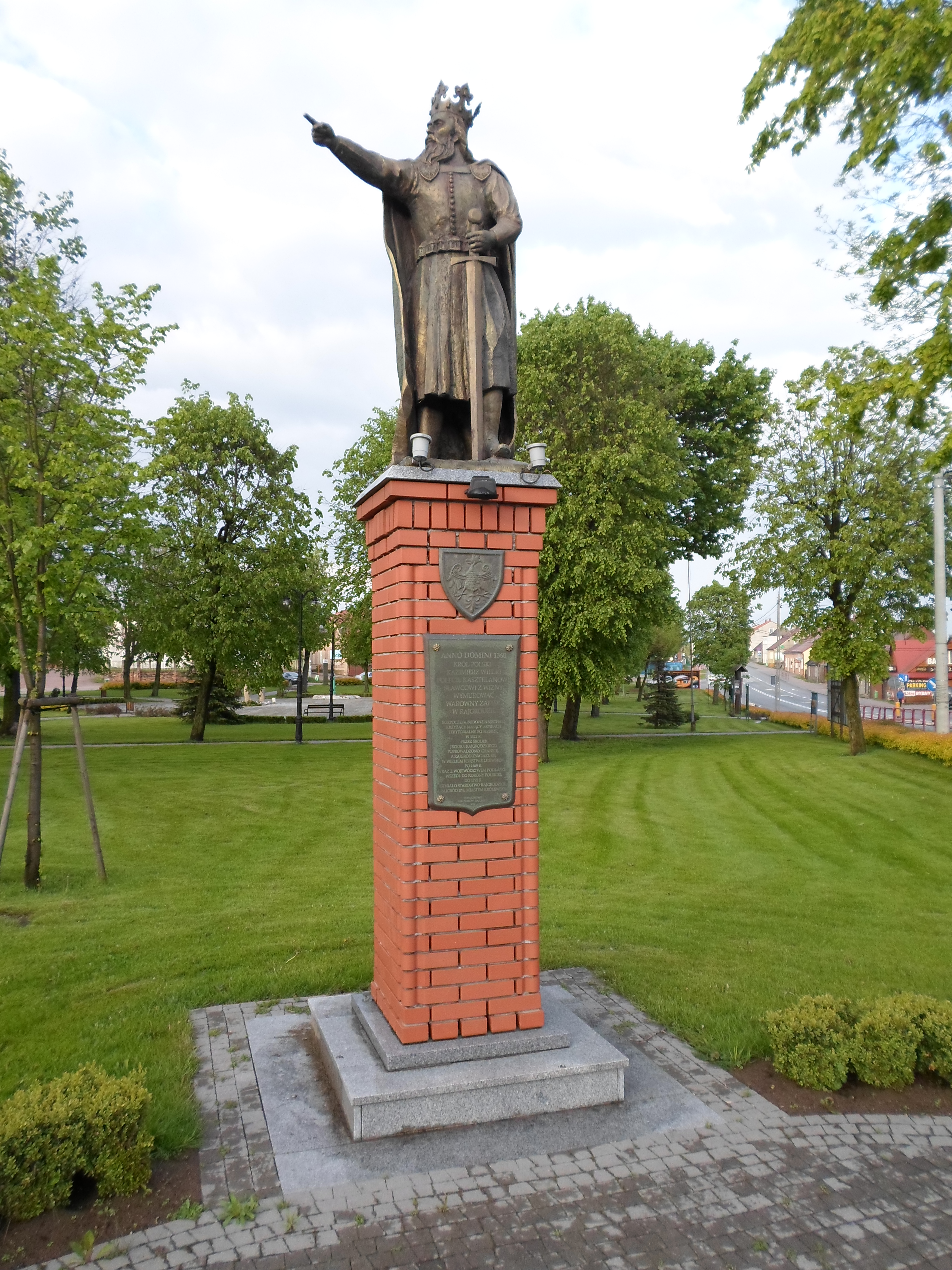
Monumento a Casimiro III, o Grande

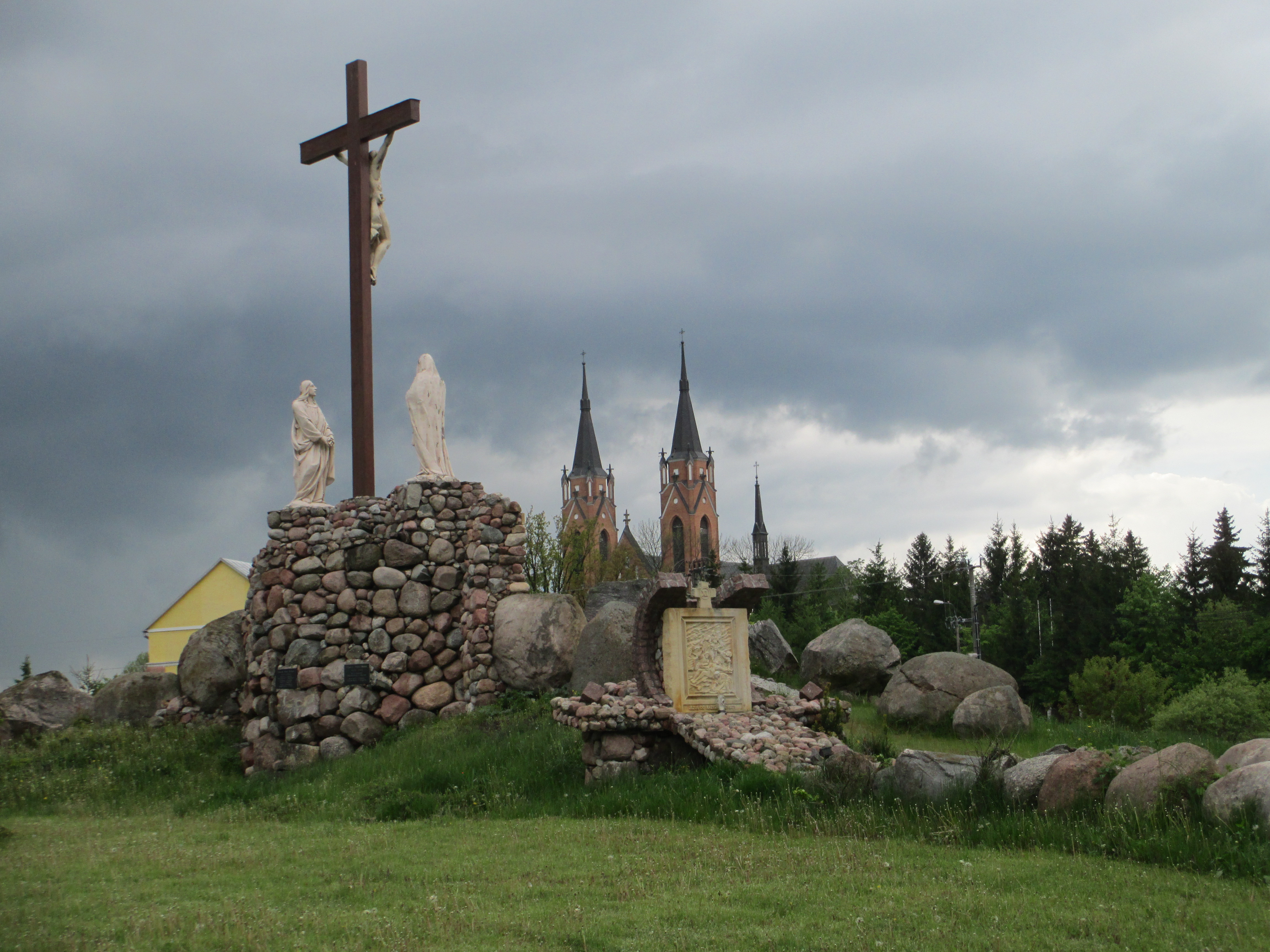
A Via Sacra com a Igreja da Natividade da Bem-Aventurada Virgem Maria visível ao fundo

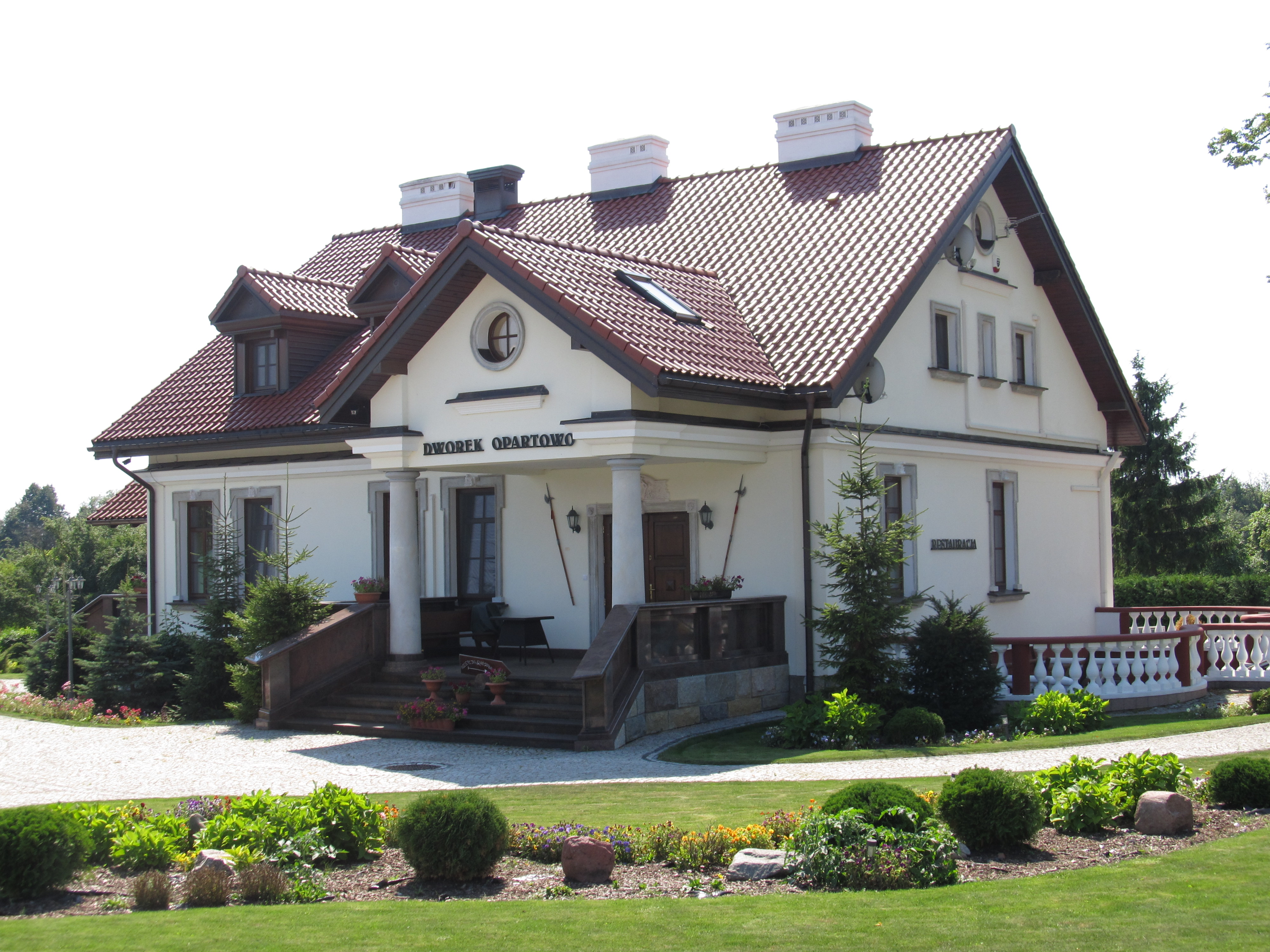
Mansão Opartowo

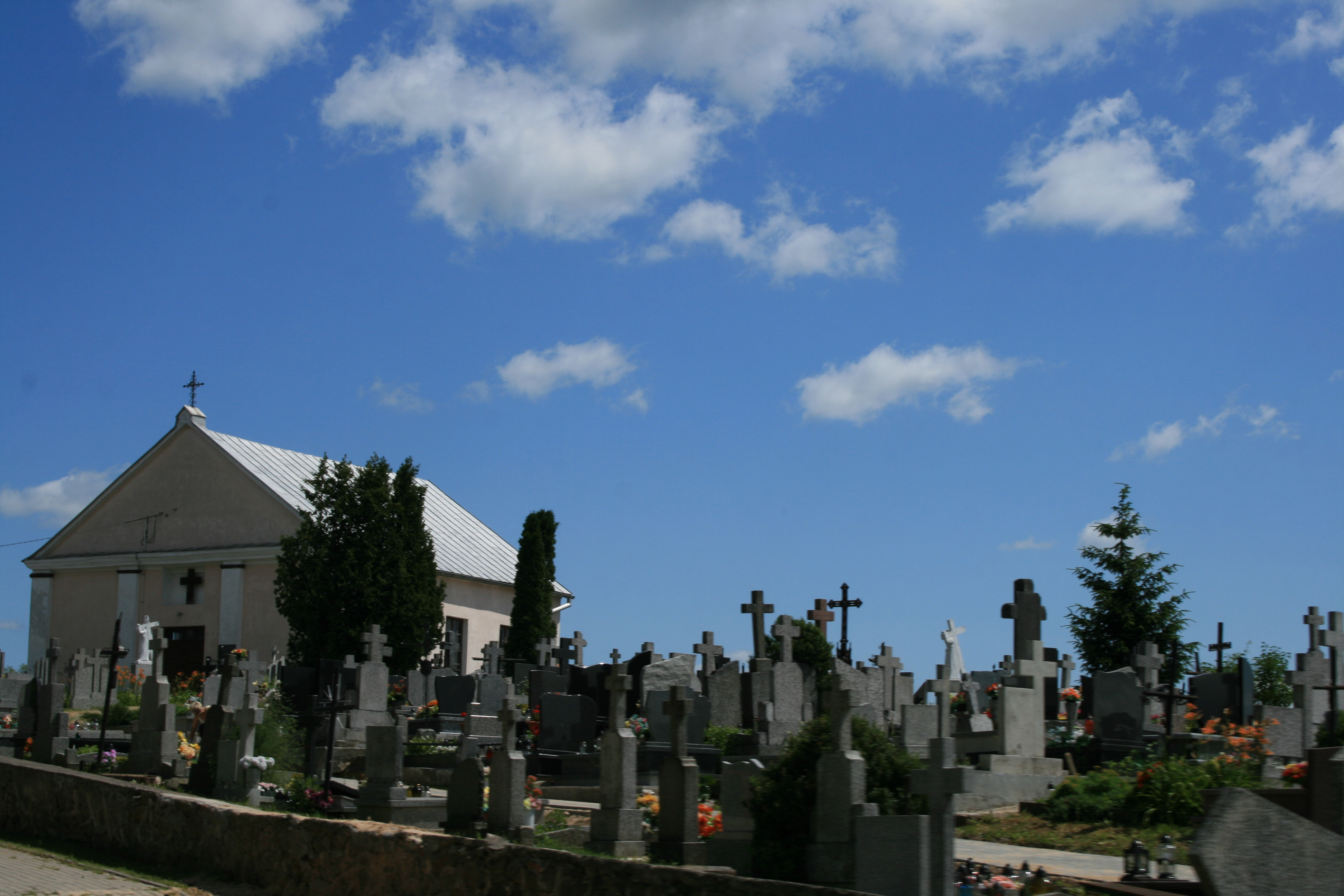
Cemitério com capela do século XIX

Os primeiros vestígios de atividade humana na área de Rajgród datam de cerca de 9.000-7.000 a.C. Esqueletos do povo Cro-Magnon foram encontrados no lago Dręstwo. Na Idade Média, na ilha onde a colina estava subindo, os jotvíngios fundaram a vila de Raj, que era a sede da tribo jotvíngia — Zlincowie. Situava-se na rota comercial que levava da Mazóvia às terras jotvíngias.
Após a morte do príncipe Bolesław III de Płock em 1351, a terra de Wiska (incluindo a área de Rajgród) foi herdada pelo rei Casimiro, o Grande. Em 1355, o rei legou as terras de Wiska e Rajgród a Siemowit III por três anos (um documento relevante foi emitido pelo duque Siemowit em Kalisz em 27 de dezembro de 1355). Em 1358, em virtude de um acordo entre a Mazóvia e a Lituânia, concluído em Grodno, foi confirmada a afiliação da terra em que Rajgród se encontra à Mazóvia. Segundo Wigand de Marburgo, em 1360 o rei Casimiro, o Grande, ordenou a construção do castelo Rongart em Rajgród, que não foi concluído na época devido à sua destruição no mesmo ano pela Cavaleiros Teutônicos, que alegou que essa parte do território após Jaćwings deveria pertencer ao Estado da Ordem Teutônica. A primeira menção certa a Rajgród vem de 1429, em uma escritura de venda por Mikołaj de Rajgród de propriedade na terra de Wiscko para seu irmão Jan. Nos séculos XIV e XV, um assentamento começou a se desenvolver em volta do castro de Rajgród, com uma igreja de madeira e um cemitério (no local da atual escola). Os primeiros habitantes do assentamento foram os caçadores de mel e pescadores mazovianos de Goniądz. Sob o Tratado de Melno em 1422, Rajgród passou da Mazóvia para o Grão-Ducado da Lituânia. O primeiro pároco em Rajgród com credenciais foi em 1485, o padre Adam Szczuka, ex-vigário de Wąsoszki.
Por volta de 1505, o rei Alexandre Jagelão concedeu essas áreas a Michał Gliński, e em 1509 o rei Sigismundo I, o Velho concedeu as propriedades de Rajgrodz e Goniądz ao voivoda Mikołaj Radziwiłł, que se tornou o início da chamada “Família Radziwiłłów”. Durante este período, Rajgród é considerada pertencente à Terra de Bielsk. Em 1519, a pedido do pároco Stanisław Wilk, Mikołaj Radziwiłł emitiu um novo privilégio de fundação para a igreja em Rajgród, porque o antigo havia sido perdido. Em 1520, houve uma invasão dos Cavaleiros Teutônicos que danificou seriamente os edifícios da cidade. Em 1529, por iniciativa da rainha Bona Sforza, foi emitido um veredito real, “libertando” a nobreza de Rajgród e Goniądz do domínio Radziwiłł.
Em 1566, uma nova fundação da cidade ocorreu, Rajgród recebeu direitos municipais em 1568 pela voivoda Anna Kiszczyna, nascida Radziwiłł. Após a União de Lublin em 1569, com toda a voivodia da Podláquia, foi incorporada à Coroa do Reino da Polônia. Em 1570, Anna Kiszczyna legou as propriedades em Rajgród e Goniądz ao rei Sigismundo II Augusto, portanto, Rajgród tornou-se uma cidade real e a sede do starosta, que era Marcin Dulski. Por volta de 1602, na parte ocidental da colina do Castelo, foi erguido um “grande pátio”, que provavelmente albergou a sede e escritório do starosta. Este edifício existiu até cerca de meados do século XVII, e as suas fundações ainda eram visíveis no final do século XIX. Pesquisas arqueológicas confirmaram a conexão da colina do Castelo com o período em que a sede dos starostas de Rajgród, originários da família Dulski, do brasão de Przegonia, funcionava nela. O primeiro starosta de Rajgród e Augustów, criado a partir das propriedades de Goniądz e Rajgród, foi Marcin Dulski, de 1571, casado com Szczęsna de Rożno. Depois dele, em 1597, o starostado foi assumido por seu filho Piotr Dulski, casado com Anna Zofia de Pretficz, do brasão de Wczele. Em 1616, os habitantes da vila e os camponeses apresentaram queixas contra ele devido ao excesso de fiscalismo. Posteriormente, o starosta foi o filho de Piotr, Krzysztof Dulski, que ocupou esse cargo de 1632 a 1645. Em seguida, ele entregou o starostado de Augustów a Frederick Denhoff, e o starostado de Rajgród foi ocupado de 1645 a 1665 por Jan Berg, um coronel real. A partir de então, o starostado de Rajgród era o emolumento dos oficiais reais sênior originários da infantaria. Em 1655, a invasão do exército sueco encerrou o período de desenvolvimento bem-sucedido. Em 1679, o rei João III Sobieski confirmou os direitos de cidade de Magdeburgo e seus privilégios. No século XVIII foi mencionada uma escola em Rajgród e em 1764 foi construída uma nova igreja.
Durante a Revolta de Kościuszko, os habitantes da cidade e a nobreza local em 10 de julho de 1794 sofreram uma derrota contra o exército prussiano. Após a Terceira Partição da Polônia, a cidade foi tomada pelo Reino da Prússia e incorporada à Nova Prússia Oriental, e após os Tratados de Tilsit em 1807, foi assumida pelo Ducado de Varsóvia. A partir de 1815 era parte da Polônia do Congresso. Durante a Levante de Novembro em 29 de maio de 1831, a batalha vitoriosa do exército polonês sob o comando do general Antoni Giełgud com os russos ocorreu perto de Rajgrod. O major Franciszek Mycielski caiu sob o comando do Poznań Uhlans. Em 1863, o insurgente Narzymski foi executado na Montanha Rykowa, perto de Rajgród. Em 1863, a cidade perdeu seus direitos municipais, restaurados em 1924 após a independência da Polônia. Nos anos 1870–1923 foi a sede da comuna de Rajgród. Em 1937, começou a construção de uma nova escola.
Em 1807, Józef Sienkiewicz, avô de Henryk Sienkiewicz, tornou-se silvicultor na silvicultura de Rajgród, e em 30 de junho de 1813, seu pai Józef Paweł Ksawery nasceu na aldeia de Woźnawieś.
No período entre guerras, a Guarda Aduaneira “Okoniówek” e a estação da Guarda Aduaneira “Rajgród” estavam estacionadas aqui. 2 291 pessoas viviam na cidade em 1921. Em 1929, havia uma igreja católica e uma sinagoga. A construção da sinagoga era de madeira. Atualmente inexistente.
Em 1941, houve um pogrom contra os judeus locais em Rajgród. Como resultado de execuções em massa em que alguns poloneses participaram, cerca de 100 pessoas foram mortas.
Nos anos 1941–1944, Rajgród estava nas fronteiras do Distrito de Bialystok.
Em julho de 1941, os alemães estabeleceram ali um gueto para a população judaica. Aproximadamente 1 200 judeus de Rajgród e das cidades vizinhas estavam lá. Foi liquidado em 2 de novembro de 1942, e seus habitantes foram deportados para um campo de trânsito em Bogusze.

## Demografia
Conforme os dados do Escritório Central de Estatística da Polônia (GUS) de 31 de dezembro de 2024, Rajgród é uma cidade muito pequena com uma população de 1 401 habitantes (38.º lugar na voivodia da Podláquia e 945.º na Polônia), tem uma área de 35,2 km² (6.º lugar na voivodia da Podláquia e 144.º lugar na Polônia) e uma densidade populacional de 40 hab./km² (38.º lugar na voivodia da Podláquia e 1009.º lugar na Polônia). Nos anos 2002–2024, o número de habitantes diminuiu 18,4%.
Os habitantes de Rajgród constituem cerca de 3,18% da população do condado de Grajewo, constituindo 0,12% da população da voivodia da Podláquia.
| Descrição                         | Total      | Total    | Mulheres   | Mulheres | Homens     | Homens   |
| --------------------------------- | ---------- | -------- | ---------- | -------- | ---------- | -------- |
| unidade                           | habitantes | %        | habitantes | %        | habitantes | %        |
| população                         | 1 401      | 100      | 717        | 51,2     | 684        | 48,8     |
| superfície                        | 35,3 km²   | 35,3 km² | 35,3 km²   | 35,3 km² | 35,3 km²   | 35,3 km² |
| densidade populacional (hab./km²) | 40         | 40       | 20,5       | 20,5     | 19,5       | 19,5     |

## Monumentos históricos
Segundo a fonte de origem:

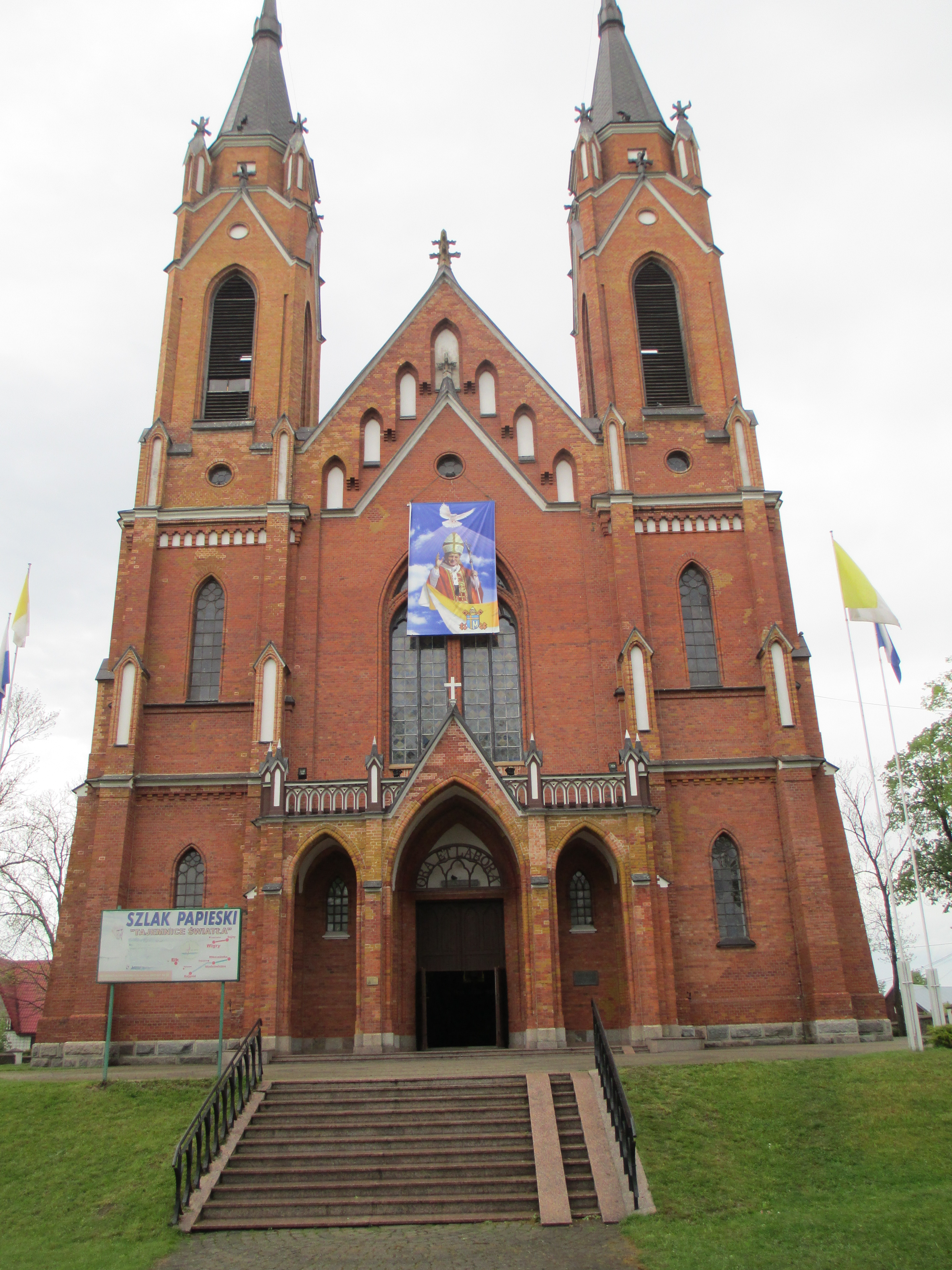
Igreja da Natividade da Virgem Maria

- Góra Zamkowa, uma colina localizada na península do lago Rajgrodzkie
- Mansão Opartowo — uma mansão de tijolos do século XIX[22]
- Igreja da Natividade da Bem-Aventurada Virgem Maria[23]
- Praça do mercado Rajgrodzki — agora Praça do 1000.º Aniversário, plantada com árvores após a última guerra.
- Mansão dos organistas (Koniecków e Kurpiewski) — uma mansão do século XIX
- Capela de madeira de meados do século XIX. No interior, uma grande cruz com uma escultura de Cristo Crucificado — da primeira metade do século XVII
- Cemitério com capela do século XIX
- Cemitério judaico em Rajgród[24]

### Monumentos regionais
- Moinho em Wojdy — um moinho de água no rio Jegrznia em Wojdy, erguido em 1911
- Igreja paroquial de Santo Adalberto em Rydzewo — de madeira, construída na década de 1860 em um plano retangular. Dentro há um órgão antigo.

## Turismo e lazer
Existem inúmeros lagos na região dos lagos de Rajgrodzkie, o maior dos quais - Rajgrodzkie, é o eixo da região. O Rajgrodzkie é um lago de fluxo de calha do rio Lega (Jegrznia) com uma área de 1 514 hectares (o 18.º na Polônia em área), incluindo a área das ilhas é de 11,1 hectares, o comprimento máximo é de 12 050 m, e a largura máxima é de 1 900 m, a profundidade máxima é de 52 m (20.º lugar no país), enquanto a profundidade média é de 9,4 m, o volume do lago Rajgrodzkie é de 142 623 mil m³ e a este respeito é o 14.º na Polônia. A orla é bem desenvolvida com numerosas baías, penínsulas e promontórios, com 56 mil metros de comprimento. O lago Rajgrodzkie tem uma forma característica. É composto por um reservatório principal e quatro braços alongados (baías). As baías do norte são chamadas de lagos: Quail (nordeste) e Stackie (noroeste). A baía do sul é chamada Zatoka Czarnowiejska. O reservatório principal e a baía oriental, onde se encontra Rajgród, é o lago Rajgrodzkie.
Numerosos centros turísticos e recreativos.